# Hans-Joachim Haecker

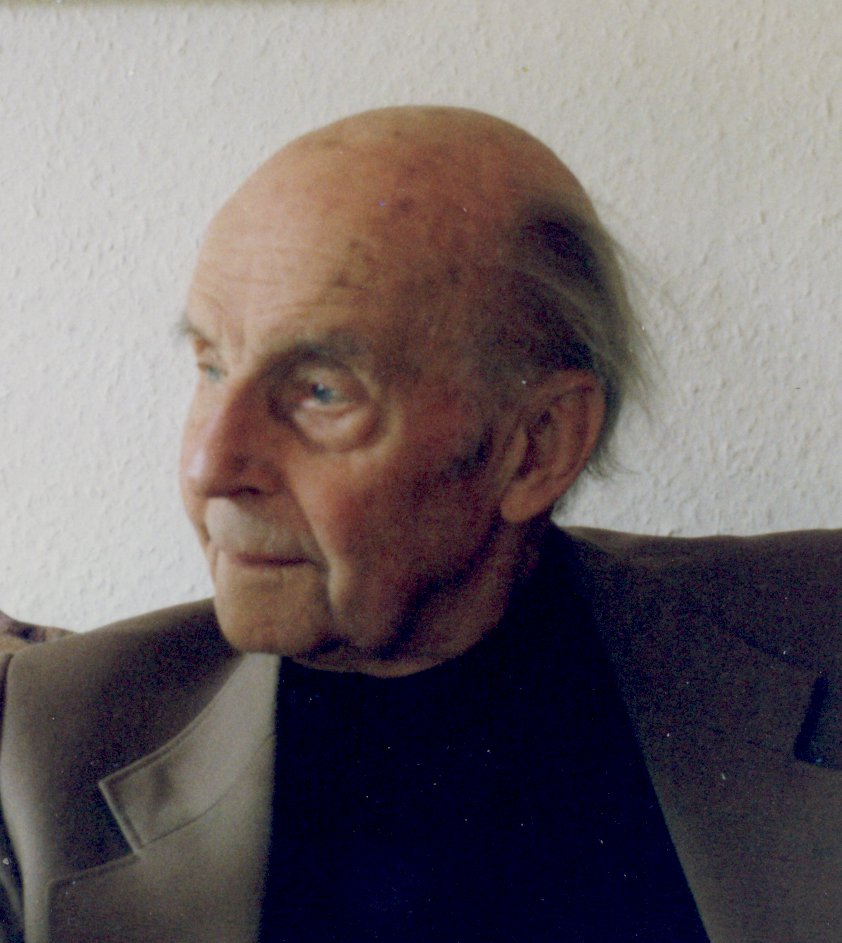
Hans-Joachim Haecker (1990)

Hans-Joachim Haecker (* 25. März 1910 in Königsberg (Preußen); † 20. Februar 1994 in Hannover) war ein deutscher Schriftsteller, Autor von Theaterstücken und Lehrer.

## Leben
Nach seiner Reifeprüfung am Hufengymnasium Königsberg, in dem er u. a. vom Dichter Ernst Wiechert unterrichtet und gefördert wurde, studierte er in Berlin, München und Königsberg Germanistik, Philosophie und Anglistik. Während seiner Referendarzeit in Ostpreußen wurde er Mitglied der Bekennenden Kirche und freundete sich mit dem Schriftsteller Willy Kramp an. 1938 heiratete er seine Studienkollegin Irmtraut Krause, mit der er zusammen vier Kinder bekam. In diese Zeit fielen die ersten Veröffentlichungen und Aufführungen seiner teilweise christlich geprägten Theaterstücke (Hiob; Die Stadt; Segler gegen Westen), die u. a. in Leipzig und Bochum aufgeführt werden. Im Zweiten Weltkrieg war Hans-Joachim Haecker als Soldat in der Bretagne und in Italien und kam als britischer Kriegsgefangener nach Ägypten. In den Jahren der von ihm als „lässig und fair“ empfundenen Gefangenschaft arbeitete er für die Lagerzeitung „Der Moascar-Bote“ und es entstanden sein Drama Tod des Odysseus sowie die Michelangelo-Sonette. Er lernte dort Johannes Agnoli kennen. Nach dem Krieg verschlug es ihn und seine Familie 1948 nach Wilhelmshaven, wo er als Studienrat an der Oberschule für Jungen (Humboldt-Schule) arbeitete. In diesen Jahren wurden seine Bühnenstücke (David vor Saul; Öl der Lampen; Leopard und Taube; Tod des Odysseus; Traum des Pilatus; Nicht im Hause – nicht auf der Straße) erfolgreich in mehreren Städten aufgeführt, so in Stuttgart, Wuppertal und an der Landesbühne Niedersachsen Nord. Von 1955 bis zu seiner Pensionierung 1972 war er Lehrer an der Lutherschule in Hannover. Es entstanden die Theaterstücke Dreht euch nicht um, Gedenktag sowie Der Briefträger kommt, und viele seiner Gedichte und Erzählungen wurden in namhaften Zeitungen und Zeitschriften veröffentlicht. In den späteren Lebensjahren bis zu seinem Tod erschienen mehrere Gedichtbände, Erzählungen, philosophische Schriften zum Existentialismus und wissenschaftliche Veröffentlichungen über seine Steinzeitfunde im Raum Hannover sowie den Diskos von Phaistos.

## Rezeption des Werkes
Während die ersten Dramen noch christlich geprägt und oft in ein strenges Versmaß gebunden sind, bekommen die Bühnenstücke der späten 1950er und 1960er Jahre abstrakt-surrealistische, kafkaeske Züge: es sind „Schauspiele der angehaltenen Zeit“, die Realität rutscht ins Fragwürdige und Imaginative (Nicht im Hause – nicht auf der Straße; Der Briefträger kommt). Das in viele Sprachen übersetzte Bühnenstück über zwei Jüdinnen Dreht euch nicht um (1961) wurde auf zahlreichen Bühnen und im Fernsehen von bekannten Schauspielern (Tilla Durieux; Hilde Körber; Lucie Mannheim) gespielt.
Haecker„In meinen Werken mischen sich Staunen, Ergriffenheit und Skepsis. Ich verliere mich an die Schönheit und Schrecklichkeit der Welt und bezweifle zugleich ihre Realität.“
Die Lyrik Haeckers reicht von sensiblen, kunstvollen Sonetten in klassischer Versform (Teppich der Gesichte; Werke Michelangelos) über bewusst in strenge, klare Form gefasste Gedichte, über Kauzigkeiten (Gesetzt den Fall; Insonderheit) hin bis zum Haiku.
Haecker selbst sagt: „Meine Gedichte sind keine Aufrufe, keine Anklagen, keine Prophetien, aber auch keine Idylle im elfenbeinernen Turm, sondern seismographische Aufnahmen von Geschehnissen, Gefühlen und Problemen, immer gefiltert durch die eigene Existenz, immer vor dem Hintergrund der Fragwürdigkeit der Realität. Im Bereich des Lyrischen bestehe ich – bei weitgehender formaler Freiheit – eben doch auf der Form. Ich halte nichts von Gedichten, die vertikal geschriebene Prosa sind.“
In seinen wenigen, manchmal skurrilen Erzählungen wird er auch hier zum Seismograph des Apokalyptischen, der Angst, der Unsicherheit, der Bedrohung. Als Liebhaber der modernen darstellenden Kunst schreibt er interpretierende Texte oder Gedichte über Werke seiner Malerbekanntschaften, beispielsweise von Hans-Ulrich Buchwald, Friedrich Meckseper und Hartmut Eing. Anfang der 1980er Jahre setzt er sich in seinen philosophischen Texten intensiv mit dem Existentialismus auseinander und geht in seiner Interpretation über Jean-Paul Sartres Auffassung radikal hinaus.
Dazu Haecker: „Der Existentialismus der Distanz stellt sich entschieden gegen Sartres Forderung, dass das Ich sich nicht nur für das eigene Bild vom Menschen, sondern auch für das der anderen verantwortlich zu fühlen habe und dass das Ich seine Vorstellung von der richtigen Welt für die richtige ansieht. ... Jede dieser Welten hat – solange sie nicht in die Welt eines anderen gegen dessen Willen einbricht – ihre Berechtigung ganz einfach darin, dass sie jeweils Existenz entfaltet.“

## Auszeichnungen
- 1961 Gerhart-Hauptmann-Preis
- 1978 Adolf-Georg-Bartels-Gedächtnis-Ehrung
- 1979 Niedersächsisches Künstlerstipendium für Literatur
- 1980 Burgschreiber zu Plesse
- 1983 Mölle-Literatur-Preis, Schweden
- 1986 Graphikum-Literatur-Preis
- 1989 KOGGE-Ehrenring

## Werke

### Dramen, Gedichte, Essays, Erzählungen
- 1937 Hiob
- 1938 Die Stadt
- 1941 Segler gegen Westen
- 1942 Der große Karneval
- 1943 Die Insel Leben
- 1947 Teppich der Gesichte; Der Tod des Odysseus
- 1951 David vor Saul
- 1953 Das Öl der Lampen
- 1955 Piavara
- 1962 Dreht euch nicht um. Gedenktag. Der Briefträger kommt; Das Spiel vom Teufelsstein zu Thalussen
- 1963 Nicht im Hause – nicht auf der Straße
- 1963 Löschung eines Registers
- 1964 Die Tür
- 1967 Gesetzt den Fall
- 1968 Insonderheit
- 1975 Werke Michelangelos
- 1977 Lautloser Alarm; Begegnungen
- 1978 Der Traum vom Traum des Lazarus
- 1980 Registriert im XX. Jahrhundert; Gekauft auf dem Trödelmarkt
- 1981 Im Spiegel
- 1982 Limericks; Friedrich Meckseper
- 1984 Existentialismus der Distanz
- 1985 Gedichte
- 1986 ... muss neu durchdacht werden
- 1990 Rauchzeichen
- 1993 Haikugedichte

### Hörfunk, Fernsehen
- 1952 Der Tote. Hörspiel, NDR
- 1960 Dreht Euch nicht um. Hörspiel, NDR
- 1961 Dreht Euch nicht um. Fernsehfilm, SDR
- 1962 Gedenktag. Fernsehfilm, SFB
- 1963 Löschung eines Registers. Hörspiel, WDR